# لوئیس دی کارلوس
لوئیس دی کارلوس (به اسپانیایی: Luis de Carlos) (۱۹۰۷ مارس ۱۶ - مه ۲۷ ۱۹۹۴) مدیر ورزشی اسپانیایی بود که از سپتامبر ۱۹۷۸ تا مه ۲۴ ۱۹۸۵ به‌عنوان دوازدهمین رئیس باشگاه فوتبال رئال مادرید شناخته می‌شد.
دی کارلوس پس از مرگ سانتیاگو برنابئو به عنوان رئیس باشگاه فوتبال رئال مادرید انتخاب شد. در دوران مدیریت او، این باشگاه دو قهرمانی اسپانیا، دو جام اسپانیا ، یک جام لیگ (در حال حاضر منقضی شده) و یک جام یوفا کسب کرد، اما پس از شکست ۰–۱ مقابل لیورپول در فینال ۱۹۸۱ و اولین قهرمانی خود در اروپا، موفق به کسب هفتمین جام اروپا نشد. همچنین موقق به کسب جام برندگان جام پس از شکست مقابل آبردین در فینال ۱۹۸۳ نیز نشد.
او در انتخابات ۱۹۸۵ شرکت نکرد و رامون مندوزا در راس باشگاه جانشین او شد.